# Setulipes
Setulipes es un género de hongos dentro de la familia Marasmiaceae.
Este grupo de setas, descrita por el micólogo Checo Vladimír Antonín en 1987, tiene una distribución amplia en las zonas templadas del norte, y contiene alrededor de 25 especies.
En 2004 un informe del análisis molecular indicó que la especie tipo S. androsaceus se encuentra dentro del género Gymnopus. En una monografía de Vladimír Antonín de 2010, en referencia al papel de Mata, confirmó que todas las especies de Setulipes debían incluirse en Gymnopus y no constituir un género separado. También Species Fungorum está de acuerdo con esta interpretación.

## Especies
- Setulipes afibulatus
- Setulipes androsaceus
- Setulipes brevistipitasus
- Setulipes congolensis
- Setulipes curvistipitatus
- Setulipes funaliformis
- Setulipes haxgalensis
- Setulipes kisangensis
- Setulipes mauritiensis
- Setulipes moreaui
- Setulipes quercophilus
- Setulipes rhizomorphicola